# جمال محمد البدوي
جمال محمد البدوي (و. 1960) يمني مشتبه في تفجير المدمرة الأميركية يو إس إس كول، على ساحل عدن في 12 أكتوبر عام 2000  أصدرت المحكمة الجزائية المتخصصة «أمن الدولة» في 29 سبتمبر 2005، حكماً بإعدام البدوي، غير أنها عادت وخففته إلى عقوبة الحبس 15 سنة، لكن محاميي الدفاع أكدوا بأن إجراءات المحاكمة لم تكن عادلة، وفي نفس الوقت يرى ناشطون في مجال حقوق الإنسان بأن ذلك الحكم لم يكن سوى استجابة لضغوط أميركية على اليمن، حيث تعتبره واشنطن أحد أهم المطلوبين لها، وفي فبراير 2006، تمكن البدوي، ضمن مجموعة مكونة من 23 سجيناً في الأمن السياسي، من الهروب عبر نفق أرضي حفروه بأيديهم، إلا أن البدوي عاد وسلّم نفسه للسلطات اليمنية في منتصف أكتوبر 2007، مقابل وعود بعدم سجنه، حيث تعهد له الرئيس شفوياً بإصدار قرار عفو بحقه. ورغم إطلاق سراح البدوي فور استسلامه، إلا أنه ظل قيد الإقامة الجبرية بمنزله في مدينة عدن، لكن هذا الأمر أثار حفيظة الولايات المتحدة، التي كانت عرضت مكافأة قدرها خمسة ملايين دولار لمن يدلي بمعلومات تؤدي إلى اعتقاله، وتحت الضغوط والانتقادات الأمريكية، ما لبثت الحكومة اليمنية أن أعادت الرجل للسجن مرة أخرى، بعد أسبوع من عودته إلى المنزل.